# Whole Lotta Love
„Whole Lotta Love“ je píseň od anglické rockové skupiny Led Zeppelin. Poprvé byla obsažena na albu Led Zeppelin II. V roce 2004 se tato píseň umístila na 75. příčce seznamu the 500 Greatest Songs of All Time, vydaném časopisem Rolling Stone. V březnu roku 2005 ji Q magazine umístil na třetí příčku ve svém seznamu 100 Greatest Guitar Tracks. Píseň je zajímavá svojí střední pasáží, kde je užito bezkontaktního hudebního nástroje thereminu.
Předlohou k této skladbě je klasická You Need Love od Willie Dixona.